# Manchester terrier
El Manchester terrier es una raza de perro terrier que parece una forma reducida del Dóberman aunque no tenga ningún lazo de sangre con esta raza. Es un perro esbelto, ligero, atlético y de líneas muy depuradas.

## Mascota
Por tener un origen urbano, el Manchester terrier es un perro ideal para la vida en un piso pequeño de ciudad, y además le gustan los niños.

## Procedencia
El Manchester terrier se trata de una versión más ágil y ligera del Black and Tan Terrier. Así, el Manchester terrier no desciende, como otros terrier, de perros de campo, sino que procede de perros urbanos cuya función era acabar con la alimaña propia de la ciudad: la rata.
Esta raza también posee sangre del Whippet lo que le da su aspecto aerodinámico con líneas depuradas y su considerable agilidad.

## Utilización
En un principio, el Manchester terrier fue un perro especializado en la caza de la rata y del conejo en concursos urbanos, sin embargo con la prohibición de estos concursos, el Manchester terrier pasó a convertirse en un útil controlador de alimañas y, posteriormente, en perro de compañía. También se pueden encontrar hoy día exposiciones en las que figuran ejemplares de Manchester terrier.

## Historia de la raza

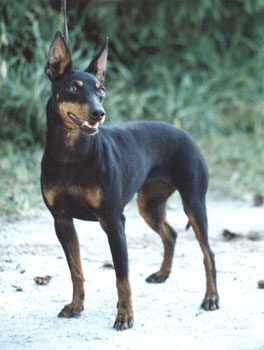
Un Manchester terrier mostrando sus orejas erectas tiene una apariencia acorde a su temperamento.

El Manchester terrier empezó a llamarse como tal en el año 1897 (20 años después de su creación.)
Se creó en pleno auge de los concursos que consistían en matar el mayor número de ratas, y la raza se hizo famosa como campeona en esta disciplina. Con la prohibición de esta práctica, el Manchester terrier sufre un primer golpe que hace que baje el número de ejemplares y la popularidad de la raza.
Más tarde sufrió otro batacazo con la prohibición de amputar las orejas de los perros (1898). Un Manchester terrier con las orejas sin amputar tenía un aspecto en desacorde con su comportamiento y potencia física. Por esto el Manchester terrier empezó a tener cada vez menos popularidad.
El tercer golpe se lo llevó en la Segunda Guerra Mundial, durante la cual la raza casi se extingue, quedando solo 11 ejemplares en Inglaterra.
La raza se empieza a recuperar cuando un grupo de entusiastas se decide a formar un club que fomentara la popularidad del Manchester terrier, aunque ya solo se utilizara en exposiciones.